# رولی‌استون، استرالیای غربی
رولی‌استون (به انگلیسی: Roleystone) یک حومه شهر در استرالیا است که در استرالیای غربی واقع شده‌است.

## جستارهای وابسته

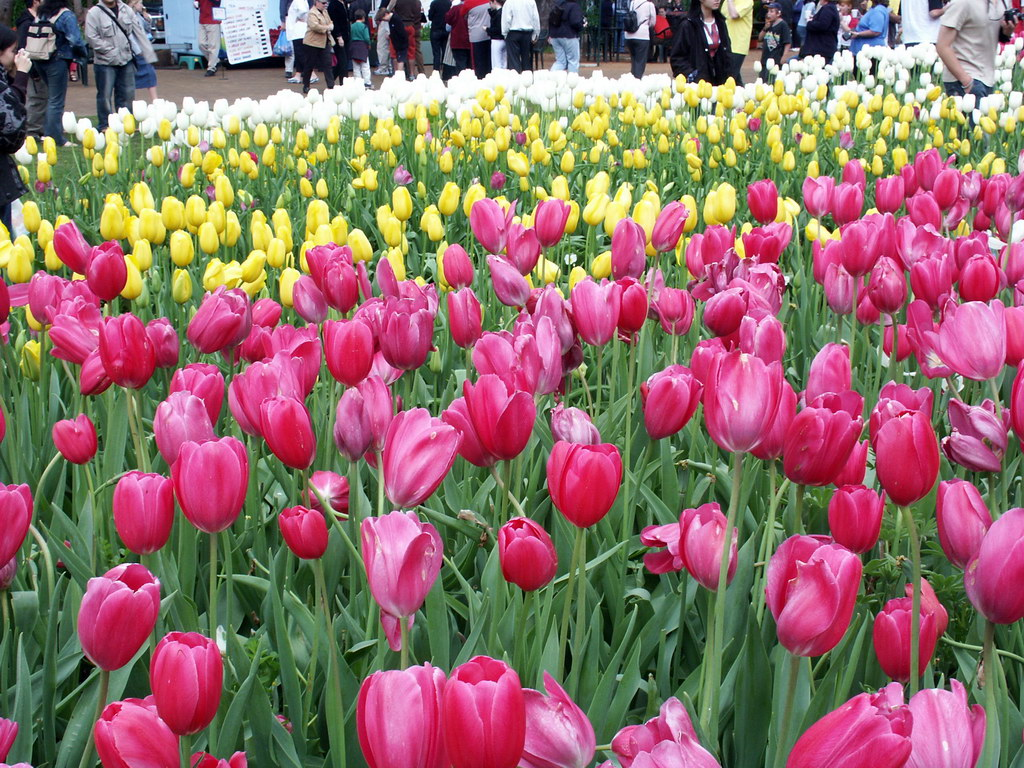
پارک بوتانیک